# Dinosaurierspuren in Marokko
Versteinerte Dinosaurierspuren finden sich an mehreren, jedoch wenig bekannten und erst in den letzten Jahrzehnten des 20. Jahrhunderts entdeckten bzw. als solche erkannten Stellen in Marokko. Bemerkenswert ist die Tatsache, dass fast alle bislang entdeckten marokkanischen Spuren nicht in ebenem Gelände, sondern an schrägen oder sogar vertikalen Felswänden angeordnet sind, was nur mit geologischen Verwerfungen nach dem weltweiten Aussterben aller Dinosaurier-Arten vor ca. 65 Millionen Jahren zu erklären ist.

## Arten
Die bekannteste Saurier-Unterart in ganz Nordafrika ist der Carcharodontosaurus, ein – ähnlich wie der Tyrannosaurus Rex – auf den beiden Hinterbeinen laufender Raubsaurier; von ihm könnten die meisten dreizehigen Fußabdrücke stammen. Runde Abdrücke weisen dagegen auf pflanzenfressende Sauropoden hin. Aber auch Knochensplitter von Flugsauriern glaubt man entdeckt zu haben. Altersbestimmungen sowie die exakte Zuordnung der meisten Spuren zu einer bestimmten Dinosaurier-Art sind jedoch insgesamt schwierig.

## Fundstellen
Während im Norden Marokkos wegen der starken Erosion durch Regen und Pflanzenbewuchs keinerlei Spuren gefunden wurden, gibt es im regenarmen Süden des Landes mehrere Fundstellen; dazu gehören:
- Anza Beach (ca. 10 km nordwestlich von Agadir)
- die Gegend zwischen Agadir und Marrakesch
- Demnate, Imi n'Ifri und Aït Bougoumez-Tal (z. B. Ibakliwin)
- das Tafilalet (bei Errachidia)

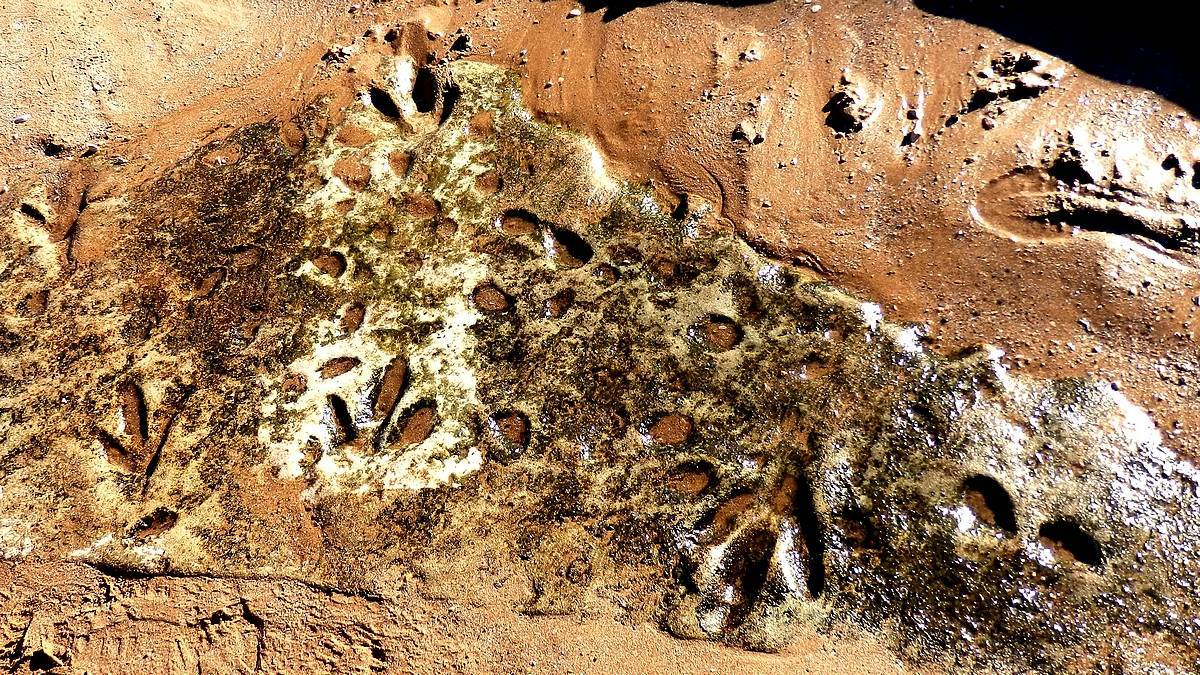
Anza Beach
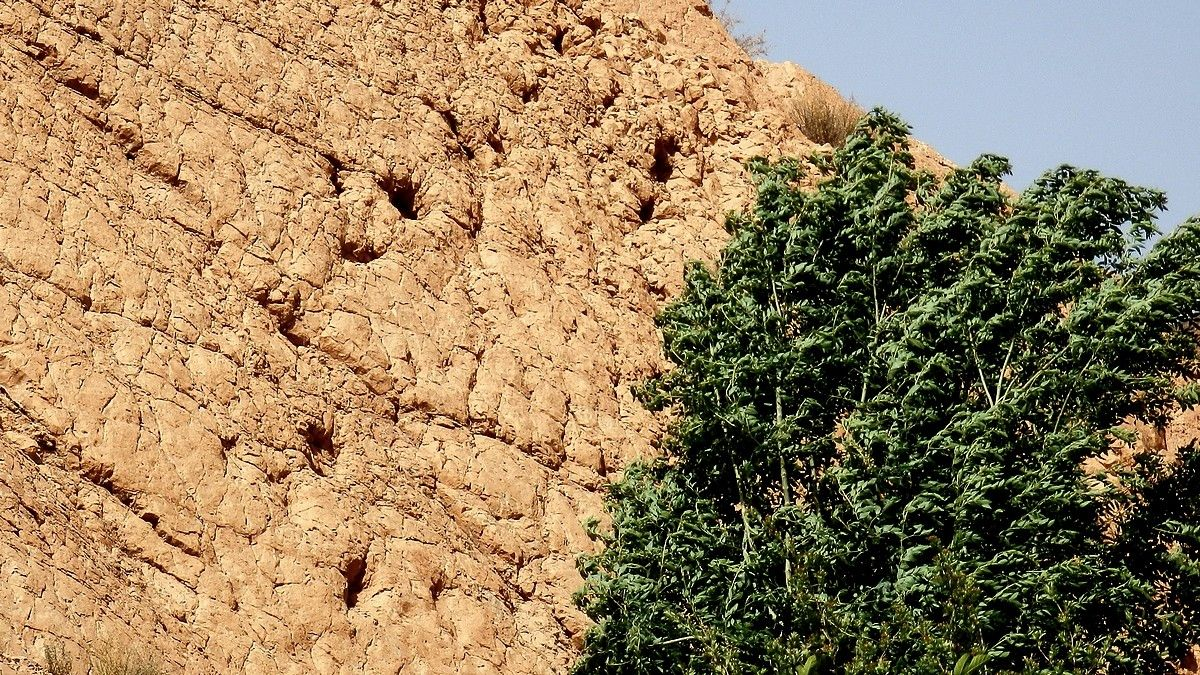
Felswand im Dadestal
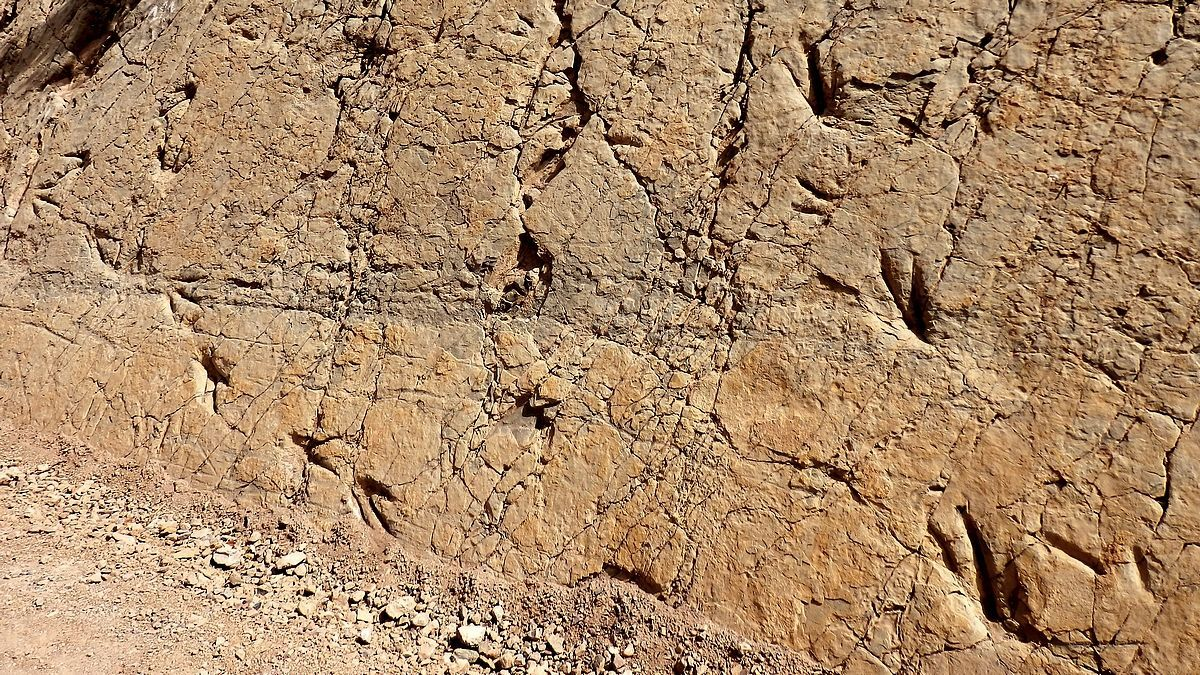
Felswand bei Aït Blal
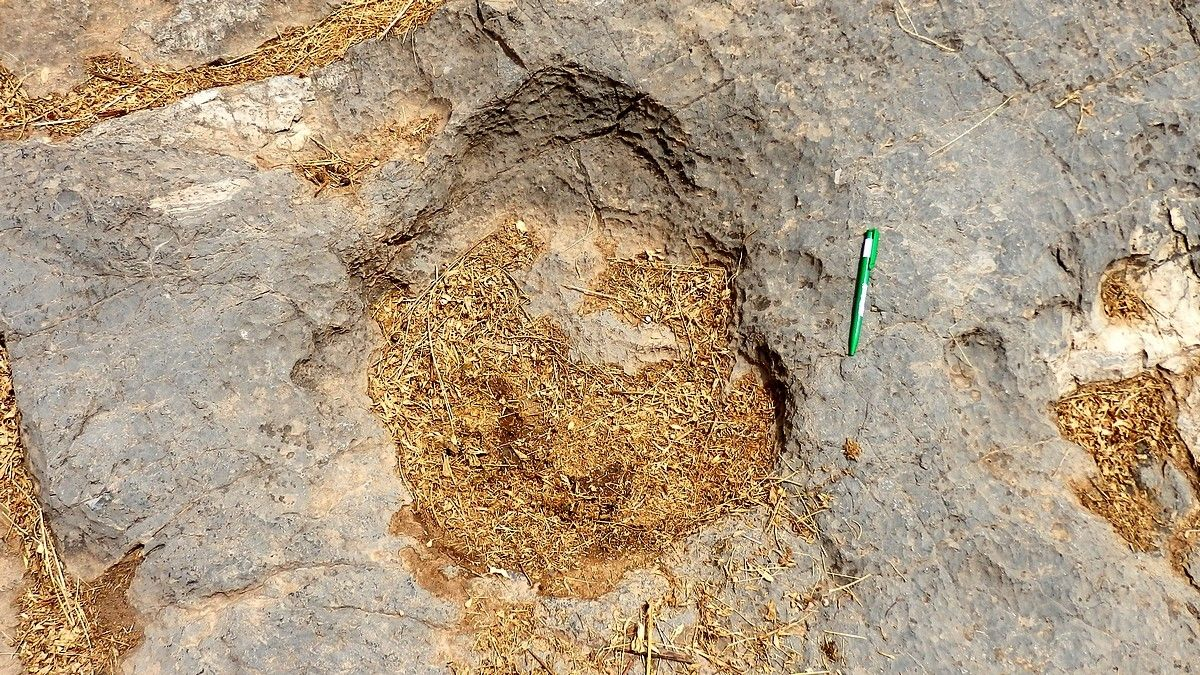
Fußabdruck eines Sauropoden bei Aguerd n'Ouzrou